# Uhuru Kenyatta

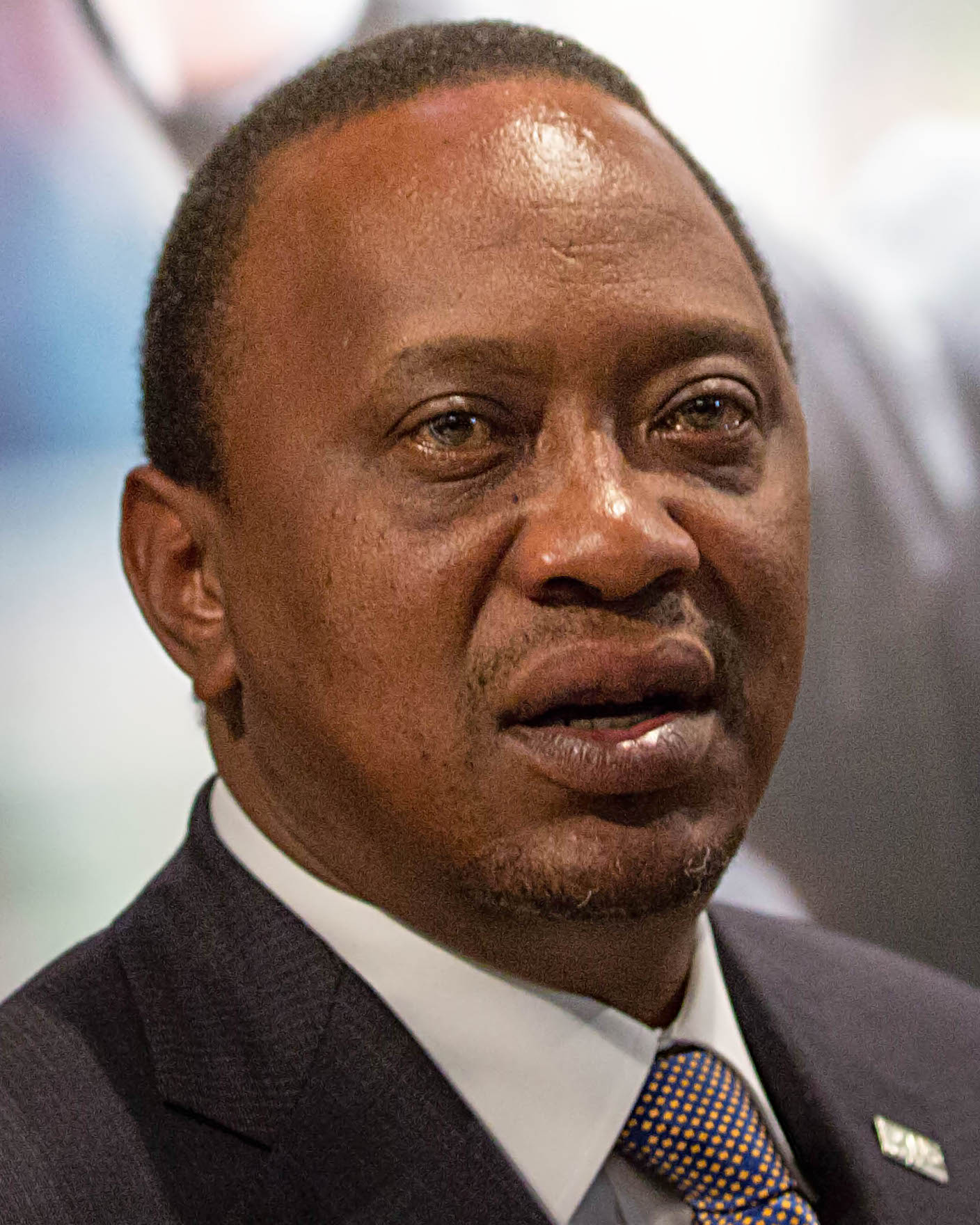
Uhuru Kenyatta, 2015

Uhuru Muigai Kenyatta (* 26. Oktober 1961 in Nairobi; in seinem Heimatland oft nur Uhuru) ist ein kenianischer Politiker und war von 2013 bis 2022 vierter Präsident der Republik Kenia. Während der vorhergehenden Präsidentschaftsperiode war er Finanzminister und Stellvertretender Ministerpräsident Kenias. Er ist der älteste Sohn von Jomo Kenyatta, dem ersten Präsidenten von Kenia, und dessen vierter Ehefrau Ngina Muhoho, genannt Mama Ngina. Als ein Erbe des Vermögens der Kenyatta-Familie gehört Uhuru Kenyatta laut Forbes zu den reichsten Männern in Afrika. Vor dem Internationalen Strafgerichtshof (IStGH) wurde er 2010 wegen Anstiftung zum Mord, Vertreibung und Raub während der Wahlen im Jahr 2007 angeklagt. Die Anklage wurde am 5. Dezember 2014 durch die Chefanklägerin aus Mangel an Beweisen zurückgezogen.

## Leben
Kenyatta kam 1961, kurz nach der endgültigen Freilassung seines Vaters aus britischer Haft, auf die Welt. Seine Eltern entstammen dem Volk der Kikuyu. Sein Vorname geht auf einen Vorschlag des zweiten Vizepräsidenten Kenias, Joseph Murumbi, zurück. „Uhuru“ steht in Swahili für „Freiheit“.
Er besuchte die katholische St. Mary’s School in Nairobi, wo er als einer der besten Schüler bekannt war. Die Familie des 1978 verstorbenen Präsidenten durfte auf Anordnung des neuen Präsidenten Daniel arap Moi weiter im State house, dem bisherigen Amtssitz des Präsidenten, wohnen bleiben; Moi hielt eine intensive Beziehung zu dem heranwachsenden Uhuru Kenyatta. So war dieser oft Gast bei Moi im neuen State house.
Nach dem Abitur ging Uhuru Kenyatta zum Studium in die USA und studierte am Amherst College in Massachusetts Politikwissenschaft und Ökonomie mit dem Abschluss Bachelor of Arts. Er folgte mit diesem Studienplatz seinem Neffen Ngengi Muigai, der vor ihm den Kenyatta-Clan geführt hatte und später in das andere politische Lager wechselte. 1985 kehrte Kenyatta nach Kenia zurück.
Er ist seit 1989 mit Margaret Wanjiru Gakuo, einer Tochter des Eisenbahnmanagers E. Njuguna Gakuo und dessen Frau Magdalena, verheiratet. Sie haben drei Kinder, Jomo, Ngina und Muhoho (Jaba). Uhuru Kenyatta hat zwei Schwestern, darunter Kristina Wambui Kenyatta-Pratt, sowie einen Bruder, Muhoho Kenyatta, der heute die Familiengeschäfte leitet.

## Geschäftstätigkeiten
In Kenia arbeitete er als Großfarmer und Geschäftsmann im Geschäftsimperium seines Vaters. So war er Generaldirektor und Vorsitzender der Molkerei Brookside. Außerdem war er Direktor der Commercial Bank of Africa und Mitglied des Kenya Dairy Board, das die Versorgung mit Kuhmilch regelt. Die Familie besitzt Land, so die Taita Taveta Farm, Kahawa Sukari Farm, Gatundu Farm, Thika Farm, Brookside Farm, Muthaita Farm, Green Lee Estate, Njagu Farm in Juja, Kasarani Farm, Nakuru Farm in Rongai, Naivasha Ranch, einige weitere Farmen in Nairobi sowie einen Steinbruch in Dandora.
Uhuru Kenyatta und dessen Mutter sind als Begünstigte einer in der Steueroase Panama liegenden geheimen Stiftung aufgeführt. Dies wurde 2021 durch Daten der Pandora Papers Recherche bekannt. Uhuru Kenyetta hatte sich als Politiker in Sachen Steuerflucht für mehr Transparenz ausgesprochen.

## Politik

### Erstes politisches Engagement ab 1996
Ab 1996 trat Uhuru Kenyatta auf regionaler Ebene als Vorsitzender der Kenya African National Union (KANU), der früheren Staatspartei seines Vaters, in Thika auf. 1997 verlor er seinen Wahlkreis Gatundu-Süd, den schon sein Vater gehalten hatte, an den Sozialdemokraten Moses Muihia.
1999 berief Moi den jungen Kenyatta zum Vorsitzenden des Tourism Board, der offiziellen Tourismus-Behörde Kenias, und des Nationalen Katastrophenschutzes. In der Tourismusbehörde arbeitete er eng mit Nicholas Biwott zusammen. 2001 wurde er durch Moi zum Abgeordneten ins Parlament und im gleichen Jahr zum Assistant Minister (Local Government) berufen. Im März 2002 wurde er zum 2. Vorsitzenden der KANU gewählt.

### Erste Präsidentschaftskandidatur
Im Juli 2002 trat er als Kandidat des aus dem Amt scheidenden Präsidenten Daniel arap Moi für die anstehende Präsidentenwahl vom 27. Dezember 2002 auf; im Oktober 2002 wurde seine Kandidatur auf Parteibasis bestätigt. Damit stieß Moi viele potenzielle Nicht-Kikuyu-Kandidaten vor den Kopf: George Saitoti, Raila Odinga, Musalia Mudavadi und Kalonzo Musyoka. Mit der Ernennung eines Kikuyu konterkarierte Moi seine bisherige Anti-Kikuyu-Politik, die man als Tribalismus bezeichnen kann. Außerdem hatten sich die Wahlberechtigten nun zwischen zwei Kikuyu zu entscheiden, denn der andere Kandidat Mwai Kibaki entstammt der gleichen Ethnie, während die großen anderen Ethnien wie die Luhya und Luo leer ausgingen. Besonders die Luo fühlten sich betrogen, hatte Moi doch angeblich ihrer Leitfigur Raila Odinga die Kandidatur versprochen. Odinga und andere KANU-Größen wechselten daraufhin zur oppositionellen NARC.
Die Präsentation Uhuru Kenyattas als Kandidat der KANU wurde weitgehend als Trick Mois verstanden, sich nach der Wahl des Schutzes der Familie Kenyatta sicher zu sein und den unerfahrenen Mann als „Graue Eminenz“ steuern zu können. Moi hatte seinerseits die Witwe Kenyattas, Mama Ngina, „geschützt“. So durfte sie bis auf den heutigen Tag im alten Präsidentenpalast wohnen bleiben und ihre Besitztümer behalten. Beide Regierungen und die von ihnen profitierenden Kreise waren möglicherweise über gleiche Interessen in der Landfrage und über den Missbrauch staatlicher Gelder verbunden. Uhurus „mysteriöse“ Vergangenheit rief Spekulationen hervor (angeblich erfolgloses Studium in den USA, Druck Daniel arap Mois zu politischer Tätigkeit, exzessiver Alkoholkonsum), die alle die These stützten, Uhuru Kenyatta sei lediglich eine Marionette Mois und des korrupten Establishments.
Auch dass Uhuru Kenyatta so jung war und keinerlei politische Erfahrung hatte, sprach in einem Land, das viel Wert auf die Reife eines Menschen legt, gegen den Kandidaten. Für Kenyatta sprach, dass er unverbraucht, jung und damit vielleicht nicht in überkommene Seilschaften verstrickt war. Sein geringes Lebensalter und seine ethnische Zugehörigkeit zu den Kikuyu machten ihn zu einem bewunderten Kandidaten bei Anhängern Mungikis. Er sah sich gezwungen, sich von der Bewegung, die er so lange unterstützt hatte, als sie noch eine soziale Bewegung war, öffentlich mit dem Hinweis auf seinen Katholizismus zu distanzieren.

### Wahlverlierer
Trotz der langen Geschichte der KANU als Staatspartei (sie regierte 39 Jahre lang) verlor Kenyatta gegen die oppositionelle „Regenbogenkoalition“ (National Rainbow Coalition, kurz NARC) von Mwai Kibaki, einem ethnischen Parteienbündnis, dessen primäres Ziel es war, nach aufgrund der Zersplitterung der Opposition gescheiterten Versuchen von 1992 und 1997 Moi aus dem Amt zu drängen. Kibaki gewann in einer nach Beobachtungen freien und fairen Wahl mit 62 % zu 31 % der Stimmen gegen Kenyatta. Zu dem deutlichen Ergebnis wesentlich beigetragen haben dürfte die Tatsache, dass Kenyattas Mentor Moi in der Bevölkerung seinen Rückhalt weitgehend verloren hatte. Aber auch in der neuen Regierung blieben viele mit den beiden bisherigen Regierungen verbundene Politiker vertreten.

### Umstrittener Oppositionsführer
Kenyatta akzeptierte den Wahlverlust. Im Umfeld der Wahlen von 1992 und 1997 war es noch zu erheblichen Zusammenstößen mit Toten und teils bürgerkriegsähnlichen Zuständen gekommen.
Er gewann im Januar 2005 im innerparteilichen Machtkampf gegen den Scharfmacher der Regierung Moi, den umstrittenen Politiker Nicholas Biwott, und wurde mit 2.980 gegen 622 Stimmen der Parteitagsdelegierten zum Vorsitzenden gewählt. Biwott war so erbost, dass er zwei Mal wütend aus dem Saal stürmte und im Januar 2006 seine eigene Partei gründete, New KANU. Die KANU ging 2005 oder 2006 im Bündnis Orange Democratic Movement – Kenya (ODM-K) auf.
Unter Kenyattas Führung blieb die Beziehung der traditionsreichen Partei seines Vaters, der KANU, gegenüber der ODM-K unklar. Dies rief den Protest derer hervor, die die KANU erhalten und nicht in einer größeren Einheit aufgehen lassen wollten.
Am 28. November 2006 gelang Biwott in der KANU ein Coup, indem durch eine nicht durch Kenyatta oder die Führung der Partei einberufene Delegiertenkonferenz in Mombasa eine neue Parteiführung gewählt und wohl mit Hilfe der Regierung und Ex-Präsident Mois registriert wurde. Damit wurde trotz lautstarker Proteste auf der Straße und im Registrarbüro Kenyatta mit fast der gesamten alten Parteiführung entmachtet und Biwott neuer Parteichef. Gleichzeitig wurde Biwott damit auch mit zahlreichen Privilegien versehener offizieller Führer der Opposition im Parlament. Der Oberste Gerichtshof (High Court) hob diese Entscheidung am 29. Dezember 2006 aber wieder auf, bis in der Hauptsache am 11. Februar 2007 entschieden würde. Damit war Kenyatta wieder Partei- und Oppositionsführer.
Uhuru Kenyatta ist Parlamentsmitglied. Er hält nach wie vor den traditionsreichen Parlamentswahlkreis von Gatundu Süd, den schon sein Vater innegehabt hatte. Diesen Sitz möchte er nicht aufgeben und etwa einen renommierten Sitz in Nairobi erringen, wie er beim eher privaten Begräbnis seiner Großmutter Anne Nyokabi Muhoho mitteilte.

### Mitglied der Großen Koalitionsregierung
Bei der Präsidentenwahl 2007 kandidierte Kenyatta nicht wieder, sondern unterstützte diesmal Kibaki beim Versuch der Wiederwahl im Parteienbündnis PNU (gegen ODM, das Orange Democratic Movement, unter dem Kandidaten Raila Odinga). Als Begründung gab Kenyatta an, keine chancenlose Kandidatur anstreben, sondern erst antreten zu wollen, wenn er eine Chance auf den Sieg sähe. Der aus den umstrittenen Wahlen von 2007 hervorgegangene Sieger Kibaki ernannte Kenyatta am 8. Januar 2008 zum Minister for Local Government (Minister für die Provinzverwaltungen). Nachdem Kibaki und Odinga Anfang 2008 die blutigen Unruhen durch eine Machtteilung (power sharing) beendet hatten, indem Odinga zum in der Verfassung nicht vorgesehenen Ministerpräsidenten eingesetzt wurde, erhielt Kenyatta in der Großen Koalitionsregierung am 17. April 2008 die Posten des Stellvertretenden Ministerpräsidenten (Deputy Prime Minister) und des Handelsministers (Minister of Trade). Am 23. Januar 2009 wechselte Kenyatta das Ministerium (er wurde Finanzminister), blieb aber gleichzeitig einer der beiden Stellvertretenden Ministerpräsidenten.

### Anklage vor dem Internationalen Strafgerichtshof
Am 15. Dezember 2010 wurde dem Internationalen Strafgerichtshof (IStGH) von dessen damaligem Chefankläger, Luis Moreno Ocampo, eine Vorladung Uhuru Kenyatta betreffend übergeben. Er sollte sich vor dem Gericht wegen Verbrechen gegen die Menschlichkeit (vorsätzliche Tötung, Vertreibung, Vergewaltigung, Verfolgung und andere unmenschliche Handlungen) verantworten. Er wurde beschuldigt, während der ethnisch geprägten Unruhen zwischen dem Kenyatta-Lager von Kikuyu einerseits und dem Ruto-Lager, einem Kalenjin andererseits, die Kikuyu-Miliz Mungiki bei den Unruhen in Kenia 2007/2008 organisiert zu haben. Während der Unruhen wurden mindestens 1.100 Menschen getötet und mehr als 600.000 vertrieben. Kenyatta bestritt sämtliche Vorwürfe. Am 23. Januar 2012 ließ der IStGH die Klage gegen Kenyatta zu. Mit ihm wurden der Chef der zivilen Verwaltung und Vorsitzende des nationalen Sicherheitsrates Francis Mutaura, der frühere Bildungsminister Ruto und der Journalist Joshua Arap Sang angeklagt.
Der Prozessbeginn wurde mehrmals verschoben. Am 8. Oktober 2014 erschien Kenyatta als erster amtierender Staatspräsident persönlich am Strafgerichtshof in Den Haag. Die Anklage wurde am 5. Dezember 2014 durch die Chefanklägerin Fatou Bensouda zurückgenommen. Sie hatte ihren Vorwurf nicht mit Beweisen belegen können. Bensouda betonte, dass das Verfahren gegen Kenyatta wieder aufgenommen werden würde, falls Beweise auftauchen sollten.

### Zweite Präsidentschaftskandidatur und Wahl 2013
Am 4. März 2013 trat Uhuru Kenyatta als Kandidat des Bündnisses The National Alliance (TNA) als Teil der Jubilee Coalition zusammen mit William Ruto (United Republican Party, URP) bei den Wahlen an. Nach Stimmenauszählung kam er auf 50,07 % und erreichte damit die notwendige Mehrheit von 50 % plus einer Stimme knapp mit 4099 Stimmen über dem Soll, während sein Konkurrent Raila Odinga nur 43,31 % erreichte. Insgesamt wurden mehr als 12,3 Millionen Stimmen abgegeben. Die Wahl 2013 folgte zum ersten Mal den Vorgaben der im August 2010 verabschiedeten neuen Verfassung Kenias. Am 9. März 2013 wurde Uhuru Kenyatta als Gewinner der Präsidentschaftswahlen 2013 offiziell durch die Wahlkommission (Independent Electoral and Boundary Commission, IEBC) bestätigt. Auf Grund von erheblichen technischen Schwierigkeiten und angeblichen Unregelmäßigkeiten im Prozess der Stimmenauszählung wurde das Ergebnis der Wahl durch Raila Odinga und die CORD Coalition gerichtlich angefochten. Am 30. März 2013 bestätigte der oberste Gerichtshof Kenias die Wahl. Am 9. April wurde er vereidigt.

### Wahlen 2017
Am 11. August 2017 wurde Kenyatta zum Sieger der Präsidentschaftswahlen vom 8. August erklärt. Er errang laut Wahlkommission 54 % der Stimmen, sein Rivale Raila Odinga erreichte 44,7 %. Odinga weigerte sich, seine Niederlage anzuerkennen, und gab sich überzeugt, das Ergebnis der Abstimmung sei manipuliert worden. Odinga verwarf den Rat, das Wahlergebnis vor Gericht anzufechten, als „sinnlos“. In Oppositionshochburgen kam es in der Folge zu Krawallen zwischen Anhängern Odingas und der Polizei, bei denen mindestens 24 Menschen getötet wurden. Schließlich focht er das Wahlergebnis doch an.
Das Oberste Gericht Kenias entschied am 1. September 2017, dass die Wahl vom 8. August wegen verschiedener Unregelmäßigkeiten ungültig sei und binnen 60 Tagen wiederholt werden müsse. Am 10. Oktober 2017 zog Odinga jedoch seine Kandidatur zurück. Kenyatta gewann daraufhin die Wahl mit rund 98 % der Stimmen. Allerdings betrug die Wahlbeteiligung nur rund 39 %, während sie im August bei 80 % gelegen hatte. Am 28. November wurde Kenyatta für eine zweite Amtszeit vereidigt, nachdem ein Einspruch gegen seine Wahl vom Gericht abgelehnt worden war. Knapp zwei Monate nach Amtsantritt Kenyattas ließ sich Odinga am 30. Januar 2018 vor tausenden Unterstützern in Nairobi zum Gegen-Präsidenten ausrufen.

### Wahlen 2022
Nach zwei Amtszeiten als Präsident trat Kenyatta verfassungsgemäß nicht zur Wahl 2022 an. Als Kandidaten traten Vizepräsident William Ruto und Oppositionsführer Odinga an, den Kenyatta, nach Streitigkeiten mit Ruto, unterstützte. Nach tagelangen Auszählungen der Stimmen, wurde William Ruto schließlich am 15. August zum Wahlsieger erklärt. Vor der Bekanntgabe der Ergebnisse gaben Vertraute von Odinga bekannt, dass sie die Ergebnisse nicht überprüfen können. Kurz darauf erklärten vier der sieben Mitglieder der Wahlkommission, darunter die Vize-Präsidentin Juliana Cherera, dass sie auf Grund der verschleiernden Art der letzten Phase der Auszählungen die Ergebnisse nicht anerkennen könnten. Daraufhin kam es im Wahlzentrum zu tumultartigen Szenen, bevor die Lage beruhigt werden konnte. In der Folge verkündete der Präsident der Wahlkommission Wafula Chebukati die Ergebnisse, die William Ruto als Sieger erklärten.

## Die Pandora Papers
Die Veröffentlichung der Pandora Papers im Oktober 2021 löste heftige Kritik an Präsident Kenyatta sowie mehr als 300 Spitzenpolitikern aus aller Welt aus. So sollen er und seine Mutter Begünstigte einer geheim gehaltenen Stiftung aus Panama sein. Zudem sind Mitglieder der Familie Kenyatta laut den geleakten Dokumenten im Besitz mehrerer Offshore-Firmen. Der Vermögenswert der Firmen wird auf 30 Millionen US-Dollar geschätzt.